# 董恢
董恢（?—?），字休绪，襄阳郡（治今湖北省襄阳市）人，三国时蜀汉官员。
董恢年少官微，董允与费祎、胡济等准备好去游玩宴饮，这时候董恢前来谒见，见董允准备出行便想离开，但董允不准。董允认为：“我出行本来是为和同道中人游玩畅谈，现在你亲自前来，正是大家互诉衷肠的时候，放弃这次会谈去宴游，实在不合道理啊。”决定不去游玩。
董恢後任蜀汉的宣信中郎。建兴年间，董恢曾随费祎出使孙吴。会见孙权时，正逢孙权饮酒大醉，孙权毫无顾忌地对费祎说：“蜀国的杨仪、魏延，都是低贱小人。现在他们虽有小能力，对国家是有些益处，但任用他们，其势力就会很大。但如果诸葛亮不在，他们一定会造成祸患。而你们却昏然不觉，从不加防，这不是给子孙找麻烦吗？”费祎愕然四顾，不能即时作答。董恢对费祎说：“杨仪、魏延不和起於私忿，而没有黥布、韩信之心。现在要扫除曹魏强贼，统一华夏，功业以人才得以成功壮大，如果舍弃他们不任用，防备后患，就像防备风浪而废弃舟船，不是长久的计策。”孙权大笑。诸葛亮听说後，以为是明智之言。董恢回国未满三日，被征辟为丞相府属，转任巴郡太守。